# Atropacarus echinodiscus
Atropacarus echinodiscus är en kvalsterart som först beskrevs av Sandór Mahunka 1982.  Atropacarus echinodiscus ingår i släktet Atropacarus och familjen Phthiracaridae. Inga underarter finns listade.